# Język duński
Język duński (duń. dansk, det danske sprog) – język z grupy skandynawskiej języków germańskich. Posługuje się nim około 5,2 mln mówiących, głównie w Danii i Szlezwiku w północnych Niemczech (ok. 50 tys. osób). Duński w charakterze języka urzędowego używany jest w Danii a także na Wyspach Owczych. W Islandii, która aż do 1944 r. była posiadłością Danii, duński jest nauczany jako jeden z głównych języków obcych, obok angielskiego, norweskiego i szwedzkiego.

## Historia
Najstarsze zapisy runiczne pochodzą z V w., natomiast zabytki języka duńskiego w alfabecie łacińskim pochodzą z końca XIII w. (ustawy Skanske Lov i Jyske Lov). Można wyróżnić 3 główne dialekty: jutlandzki, zelandzki i fioński, przy czym standardowy język duński, tzw. rigsmål, powstał w XVII w. na bazie dialektu zelandzkiego.

## Gramatyka
Gramatyka duńska jest zbliżona do gramatyki pozostałych kontynentalnych języków skandynawskich, tj. szwedzkiego i norweskiego, z którymi wspólnie ewoluowała. Mniejsze, choć wciąż wyraźnie zauważalne, jest podobieństwo do języków skandynawskich wyspiarskich (tj. islandzkiego i farerskiego), które zachowały więcej z języka staronordyckiego. Równie widoczne jest wyraźne pokrewieństwo z pozostałymi językami germańskimi, w tym angielskim i niemieckim.
Gramatyka duńska charakteryzuje się dużą prostotą, szczególnie widoczną przy porównaniu z formami staronordyckimi. Niemal całkowicie zanikła deklinacja i większość form koniugacyjnych.

## Ortografia

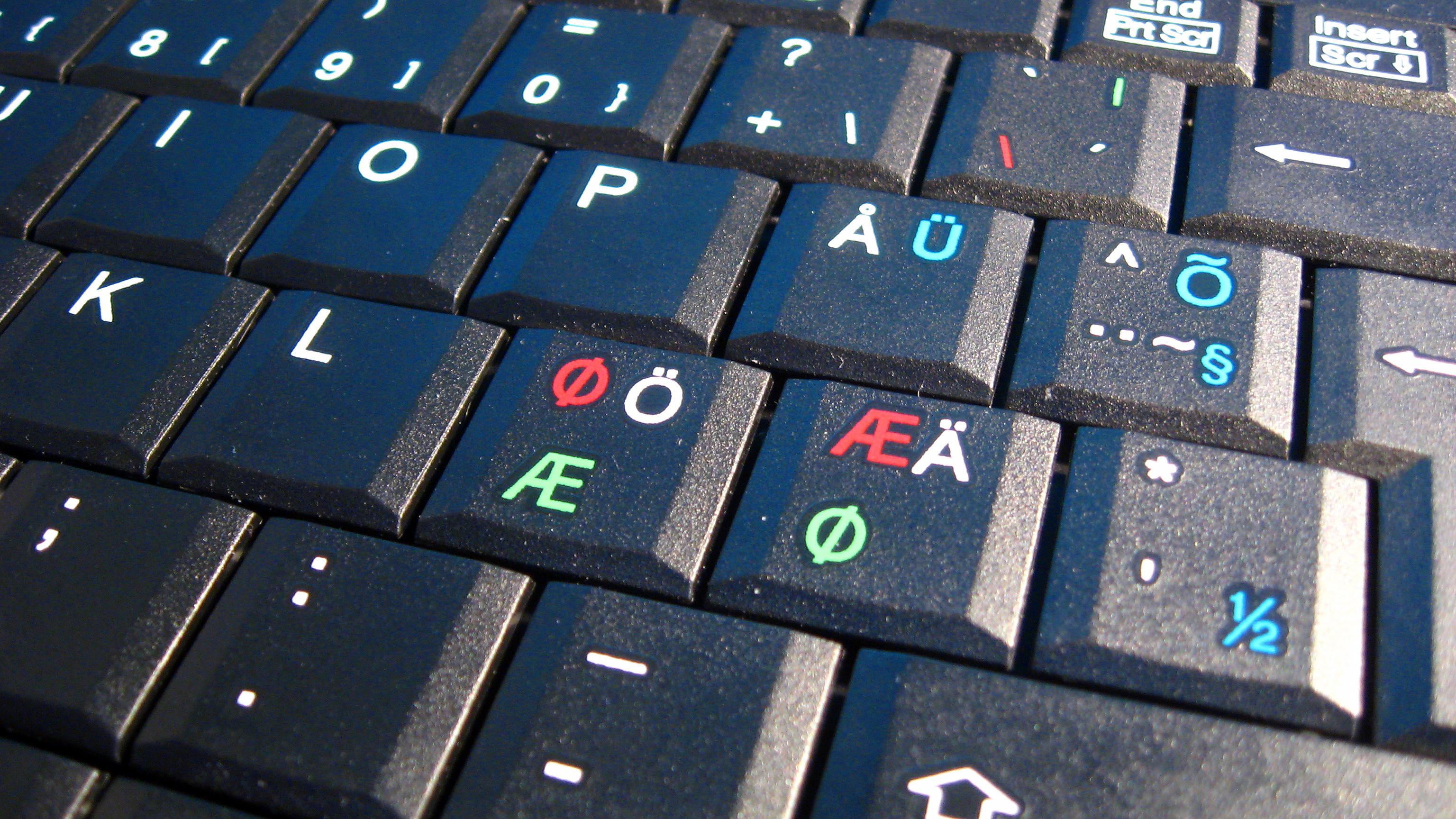
Litery alfabetu duńskiego na klawiaturze komputera

Charakterystyczne dla języka duńskiego litery to Æ/æ, Ø/ø oraz Å/å (ta ostatnia zapisywana przed reformą ortografii z roku 1948 jako Aa/aa; taka pisownia pozostała w przypadku niektórych nazwisk i nazw miast, np. Aalborg). Wyrazy zaczynające się na te litery znajdują się na końcu słowników i książek telefonicznych.
Przed wspomnianą reformą ortografii rzeczowniki zapisywano dużą literą, podobnie jak dziś w języku niemieckim.

## Odmiany

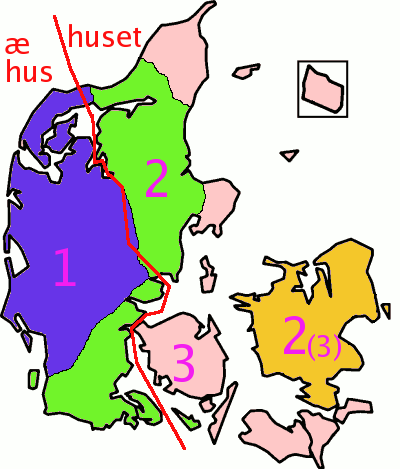
Występowanie jednego, dwóch oraz trzech rodzajów gramatycznych w duńskich dialektach. W Zelandii zaszło przejście od systemu trzyrodzajowego do dwurodzajowego. W dialektach znajdujących się na zachód od czerwonej linii rodzajnik określony występuje przed słowem określanym, podobnie jak w języku angielskim czy niemieckim, a na wschód od tej linii w formie końcówki danego słowa

Duński język standardowy (duń. rigsdansk lub rigsmål) oparty jest na dialekcie miejskim Kopenhagi oraz jej okolic. W odróżnieniu od języka szwedzkiego oraz norweskiego, nie ma alternatywnych, regionalnych standardów językowych, dialekty obiegowe cechują się zaś niskim poważaniem społecznym. Ponad 20% użytkowników języka duńskiego mieszka w strefie stołecznej, tu mieści się także ogromna większość instytucji rządowych i większych przedsiębiorstw, działa tu także telewizja państwowa, wychodzą większe gazety, dzięki czemu dialekt miejski Kopenhagi oraz oparty na nim język literacki ma w społeczeństwie najwyższy prestiż.
Wyróżnia się trzy główne grupy dialektów języka duńskiego:
- wschodnioduńskie (østdansk): dialekt Bornholmu;
- duńskie wyspiarskie (ødansk): dialekty Zelandii, Fionii, Lollandii, Falster oraz wyspy Møn
- jutlandzkie (jysk), dzielone następnie na wschodnio-, południowo-, zachodnio- i północnojutlandzkie.

Z historycznego punktu widzenia do dialektów wschodnioduńskich zalicza się także dialekty południowe języka szwedzkiego. Wynika to z faktu, że aż do 1658 r. obszary Skanii, Blekinge oraz Hallandu należały do Danii i były zamieszkane przez ludność duńską. Później natomiast obszary te zostały zajęte przez Szwecję i obecnie znajdują się na terenie tego państwa.